# ポーパス級潜水艦 (アメリカ海軍)
ポーパス級潜水艦（ポーパスきゅうせんすいかん Porpoise class submarine）は、1930年代後半に建造されたアメリカ海軍の潜水艦の艦級。ドイツUボートの流儀を取り入れた一連のVボートから一転して、アメリカ海軍が日本海軍潜水艦への対抗を視野に入れて建造した最初の潜水艦である。本級において採用された溶接による建造と空調の技術などは、後のガトー級潜水艦などの基礎となっている。本級を拡大改良してサーモン級が建造された。

## 概要
アメリカ海軍は、量数維持と水中機動性の観点から航洋型潜水艦の小型化をおこない、その結果建造されたのがドルフィン (USS Dolphin, SF-10/SSC-3/SS-169) であるが、同型艦はロンドン海軍軍縮会議締結により凍結された。また、ドルフィンですら艦形が大きすぎると判断され、それに基づいてさらに一回り小さい潜水艦として、Vボート系列の最後の潜水艦であるカシャロット級が建造された。しかし、いずれにせよ居住性などの面で不都合が多々あり、以後アメリカ海軍において小型潜水艦の建造は実施されず、その系列は途絶えることとなった。
その頃、外に目を向ければライバルの日本海軍が巡洋潜水艦を初めとする、Vボートと同じようにドイツの流儀から始まった大型潜水艦を精力的に建造を続けており、内を見ると潜水部隊の一線にあった潜水艦の多数が寿命を目前にしているということもあり、その代替艦としていわゆる「艦隊型潜水艦」の整備が望まれるようになった。最終的に、カシャロット級の拡大型として1934年度以降に特別不況対策予算を活用する形で建造する計画を打ち出した。これがポーパス級である。建造の際の一連の検討がなされたあと、1933年5月23日にポーパス級の仕様内容が確定した。建造に際しては、艦隊サイドの要望を取り入れている。

## 特徴
前級との一番の違いは、機関形式にディーゼル・エレクトリック方式を取り入れたことであった。これは急速充電に秀でた方式であったが、導入当初は不完全な代物であり、漏電などで乗員がたびたび感電するような厄介なものであった。兵装はカシャロット級と大差はない。
この級は建造方法の違いなどで3つのタイプに分けられており、それぞれP-1型、P-3型、P-5型と呼ばれている。P-1型とP-3型の差異は建造所の違いである。P-1型はポーツマス海軍造船所で建造され、建造方法は従来のリベット工法であった。P-3型はエレクトリック・ボート社（EB）の建造であり全溶接による建造であった。このような差異が生じた要因は、ポーツマスとEB社で能力は同一であるが船体を別個に詳細設計したからである。この後、審査を経て全溶接のEB社の設計案が採用され、それに基づいたP-5型ではエレクトリック・ボートで3隻、残りを海軍造船所で建造された。しかし、推進モーターの製造が遅々として進まなかったことから、EB社建造艦では各軸に2基だったエンジンが、小型のものに振り替えた上で各軸4基に変更されている。また、海軍造船所で建造された3隻は、基数は減らなかったものの、同程度の能力を持つ他社のエンジンに振り替えられている。
資料によっては、型の第一番艦の名前を取ってP-1型をポーパス級、P-3型をシャーク級、P-5型をパーチ級とし、これらをまとめてP級としているものもある。また、メア・アイランド海軍造船所で建造されたポンパーノ (USS Pompano, SS-181) をP-1型としているものもある。なお、ポンパーノとプランジャー (USS Plunger, SS-179) 、ポラック (USS Pollack, SS-180) の3隻は、アメリカ海軍が建造した最後のリベット工法による潜水艦である。

## 戦争中のポーパス級
ポーパス級の就役によりアメリカ海軍の潜水艦隊の質は向上したが、所詮は小型潜水艦の拡大版ということもあり、徐々に不満や改正要求が出てくるようになった。その代表的なものとしては、魚雷射線数の少なさであった。魚雷発射管の増加はP-5型建造時にも検討されていたが、予算等の都合上見送られた経緯があった。そこで、外装の発射管を装備することで増強を図ることになったが、入港時にしか魚雷を装填することができず、使い捨てではないにせよ一度発射すると入港して補給・装填しない限り不必要なものと化する使いにくい代物であった。それでも外装発射管は、喪失艦を除く全艦に装備された。また、初期艦の機関にはトラブルが多かったため、太平洋戦争突入後、哨戒間のオーバーホールの際に換装が実施されている。
太平洋戦争開戦後の1942年夏ごろから、日本側に存在を目視されにくくするため艦橋構造の縮小が図られることとなった。まず後部の整流覆いが撤去され、ほどなく前部と潜望鏡支柱の覆いも撤去されて、いわゆる「凸型」のシルエットとなった。この改正も哨戒行動から帰還しオーバーホールに入った艦から順次実施され、ガトー級潜水艦の前期竣工艦までこの処置が取られた。またレーダーも順次装備されていった。とはいえ船体の小ささによる拡張性の低さは否めず、タンバー級潜水艦以降に実施された備砲の大型化など重火器の搭載は見送られた。
太平洋戦争開戦後は、第一線にあった大型潜水艦の中で、アルゴノート (USS Argonaut, SS-166/APS-1) やナーワル級潜水艦を別にするともっとも艦齢が古かったものの、緒戦期には新鋭艦の一翼として広く活動した。しかし、ガトー級やバラオ級の各艦が大量に戦線に投入されるに及んで、ポーパス級は次第に練習艦などに転用されていった。これは、ポーパス級以外のガトー級以前の潜水艦についても同様である。P-1型は1943年中に、他の2タイプも1944年暮れまでには第一線から退いている。P-1型、P-3型、P-5型合わせて4隻が戦没した。
なお、詳細な戦歴は各艦の項を参照されたい。